# Grijalba
Grijalba è un comune spagnolo di 100 abitanti situato nella comunità autonoma di Castiglia e León.
Sul suo territorio si trova l'importante chiesa gotica di Nuestra Señora de los Reyes.